# یاروسلاو اشپیندلر
یاروسلاو اشپیندلر (چکی: Jaroslav Špindler; ۲۱ آوریل ۱۸۹۰ – ۱۹۶۵) بازیکن فوتبال اهل بوهم-اتریش بود.
از باشگاه‌هایی که در آن بازی کرده‌است می‌توان به باشگاه فوتبال اسپارتا پراگ اشاره کرد.
وی همچنین در تیم‌های ملی فوتبال بوهم (جمهوری چک) و اتریش بازی کرده‌است.